# رودریگو مورالس (بازیکن فوتبال، زاده مارس ۱۹۹۴)
رودریگو مورالس (انگلیسی: Rodrigo Morales؛ زادهٔ ۲۲ مارس ۱۹۹۴) بازیکن فوتبال است.